# John A. Carroll

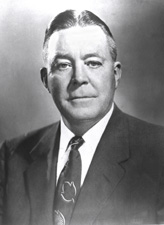
John A. Carroll

John Albert Carroll (* 30. Juli 1901 in Denver, Colorado; † 31. August 1983 ebenda) war ein US-amerikanischer Politiker (Demokratische Partei), der den Bundesstaat Colorado in beiden Kammern des US-Kongresses vertrat.

## Leben
Nach dem Besuch der öffentlichen Schulen in Denver kämpfte John Carroll als Soldat der US Army in der Endphase des Ersten Weltkriegs. Im Jahr 1929 machte er seinen juristischen Abschluss an der Westminster Law School in Denver, woraufhin er in die Anwaltskammer aufgenommen wurde und in seiner Heimatstadt zu praktizieren begann. Von 1933 bis 1934 fungierte er als stellvertretender Bundesstaatsanwalt, von 1937 bis 1941 als Bezirksstaatsanwalt in Denver. 1942 und 1943 hatte er den Posten eines Regionalanwalts für das Office of Price Administration, eine Behörde der Bundesregierung, inne, ehe er bis zum Ende des Zweiten Weltkriegs als Offizier der US Army diente.
In der Folge arbeitete Carroll wieder als Jurist und begann eine politische Laufbahn. Am 3. Januar 1947 zog er als Vertreter des 1. Kongresswahlbezirks von Colorado ins Repräsentantenhaus der Vereinigten Staaten ein, wo er nach einer Wiederwahl bis zum 3. Januar 1951 verblieb. Er verzichtete auf eine erneute Kandidatur, um sich stattdessen in den US-Senat wählen zu lassen, scheiterte dabei aber ebenso wie bei einem weiteren Versuch im Jahr 1954.
Nach einer zwischenzeitlichen Tätigkeit als Sonderberater von Präsident Harry S. Truman nahm Carroll 1956 einen dritten Anlauf zum Senatsmandat und war diesmal erfolgreich. 1962 stellte er sich zur Wiederwahl, unterlag aber dem Republikaner Peter H. Dominick und musste folglich am 3. Januar 1963 aus dem Kongress ausscheiden. Danach zog er sich aus der Politik zurück.